# Тукан оливковоголовий
Тукан оливковоголовий (Aulacorhynchus prasinus) — вид дятлоподібних птахів родини туканових (Ramphastidae).

## Поширення
Вид поширений у гірських районах Мексики і Центральної Америки на південь до Нікарагуа. Мешкає у тропічних і субтропічних вологих лісах.

## Спосіб життя
Харчується плодами і насінням. Також споживає комах, інших безхребетних і деяких дрібних хребетних.

## Підвиди
Включає чотири підвиди.
- A. p. warneri Winker, 2000  — на південному сході Мексики.
- A. p. prasinus (Gould, 1833) — у східній та південно-східній Мексиці, Белізі та на півночі Гватемали.
- A. p. virescens Ridgway, 1912 — від Східної Гватемали до Гондурасу та північної Нікарагуа.
- A. p. volcanius Dickey & van Rossem, 1930 — на сході Сальвадору.